# Tristán Ulloa
Tristán Ulloa (Orleans, França, 6 de maig del 1970) és un actor de cinema i televisió gallec.

## Filmografia

### Cinema
Actor
| - Abre los ojos (1997) - Memorias del ángel caído (1998) - Mensaka (1998) - Rewind (1999) - Marta y alrededores (1999) - Els sense nom (1999) - Las cabras de Freud (1999) (curtmetratge) - Kilómetro 0 (2000) - No llores, Germaine (2000) - Lucía y el sexo (2001) - No debes estar aquí (2002) - Volverás (2002) - El lápiz del carpintero (2003) - Las voces de la noche (2003) - Tú la llevas (2004) (curtmetratge) - Beats (2004) (curtmetratge) - El juego de la verdad (2004) - D'Artagnan y los tres mosqueteros (2005) | - Diario de un skin (2005) - Maroa (2006) - El castigo (2006) (curtmetratge) - "Salvador Puig Antich" (2006) - El destino (2006) - El espejo (2006) (curtmetratge) - Mataharis (2007) - Otra ciudad (2009) - The Frost (2009) - Un buen hombre (2009) - After (2009) - Un lugar lejano (2010) - Que se mueran los feos (2010) - La recolectora (2010) (curtmetratge) - Astèrix & Obèlix: Al servei de Sa Majestat (2012) - Gente en sitios (2013) - Le dernier coup de marteau (2014) - En directo (2014) (curtmetratge) |

Director i guionista
- Ciclo (2002) (curtmetratge) (també com a productor)
- Pudor (2007)

### Televisió
- Canguros (1996)
- La vida en el aire (1998)
- Más que amigos (1998)
- El comisario (1999-2000)
- Muchachada nui (2009)
- Gran Reserva (2010-2013)
- El tiempo entre costuras (2013)
- Los nuestros (2015)

## Premis i nominacions

### Nominacions
- 1999: Goya al millor actor revelació per Mensaka
- 2002: Goya al millor actor per Lucía y el sexo
- 2008: Goya al millor actor per Mataharis
- 2008: Goya al millor director novell per Pudor
- 2008: Goya al millor guió adaptat per Pudor